# Bonanno Pisano
Bonanno Pisano (Pisa), va ser un escultor italià que va treballar a les dècades del 1170 i 1180. El seu estil barreja elements romans d'Orient i de l'antiguitat clàssica. Giorgio Vasari li va atribuir erròniament la realització de la Torre inclinada de Pisa en les seues Vite.

## Obres

### Porta Reale
Entre març de 1179 i març de 1180, va fer, en bronze, la Porta Reale de la Catedral de Pisa, que va ser destruïda per un incendi l'any 1595.

### La porta de Sant Rainer a Pisa

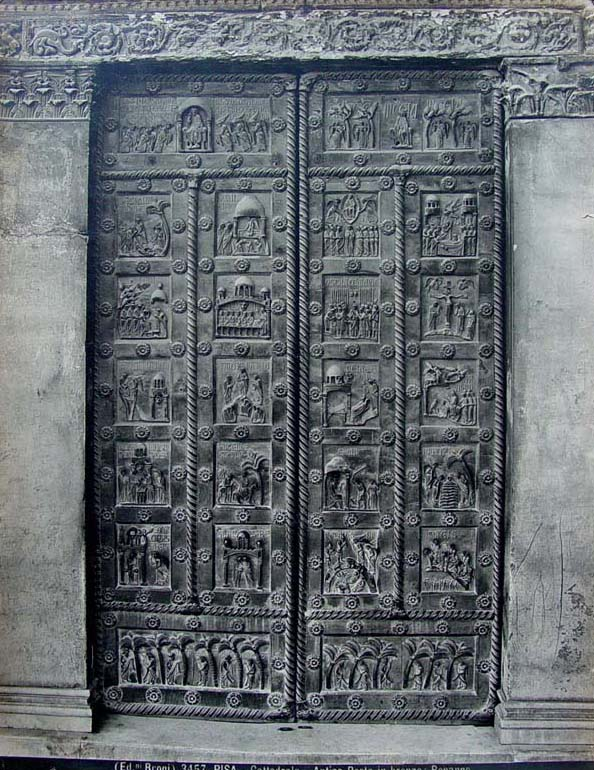
La Porta de Sant Rainer.

Iniciada l'any 1186, la Porta de Sant Rainer, al transsepte dret de la Catedral, mostra els principals episodis de la vida de Crist.

### La Porta de la Catedral deMonreale
Construïda entre 1185 i 1186, la porta duu la signatura Bonanno civis pisanus. Mostra cinc escenes de l'Antic Testament a la banda inferior, començant amb Adam i Eva, i cinc escenes del Nou Testament a la banda superior, finalitzant amb «Crist i Maria en la glòria del Paradís».